# سون لا
سون لا (به لاتین: Sơn La) یک شهر در ویتنام است که در استان سون لا واقع شده‌است.
این شهر در سال ۲۰۰۹ میلادی ۹۱٫۷۲۰ نفر جمعیت داشته است.